# Centre médical de la Bourse
Pour les articles homonymes, voir CMB.
Le Centre médical de la Bourse (CMB) est un service interprofessionnel de santé au travail (SIST) dont l’activité est régie par le Code du travail. L’équipe pluridisciplinaire du CMB conseille et accompagne les employeurs dans la mise en œuvre de la prévention des risques professionnels et assure le suivi de la santé au travail de leurs salariés.
Le CMB a fusionné le 1er août 2021 avec le CMPC (Centre Médical de la Publicité et de la Communication) pour devenir Thalie Santé, service de prévention et de santé au travail spécialiste des entreprises culturelles et créatives (domaine de la culture, des médias et de la communication).

## Les missions du Centre médical de la Bourse
Au-delà de la visite médicale individuelle, le CMB développe des actions :
- de prévention en milieu du travail,
- d’information et de sensibilisation des employeurs et des salariés aux risques professionnels.

La loi du 20 juillet 2011 portant réforme de la santé au travail définit les quatre missions des services de santé au travail (art. L4622-2 Code du travail) :
- Conduire des actions de santé au travail visant à préserver la santé physique et mentale des travailleurs tout au long de leur parcours professionnel ;
- Conseiller, notamment dans le cadre de leur action en milieu du travail, les employeurs, les travailleurs et leurs représentants des dispositions et mesures nécessaires afin d’éviter ou de diminuer les risques professionnels, d’améliorer les conditions de travail, de prévenir ou de réduire la pénibilité au travail et de contribuer au maintien dans l’emploi, notamment des personnes âgées et des travailleurs en situation de handicap ;
- Assurer la surveillance de l’état de santé des travailleurs en fonction des risques concernant leur sécurité et leur santé au travail, de la pénibilité au travail et de leur âge ;
- Participer au suivi des expositions professionnelles et à la veille sanitaire et de conduire à la traçabilité des expositions professionnelles.

Les missions des services de santé au travail sont assurées par une équipe pluridisciplinaire. 

## Les domaines de compétences
| Secteur d'activité                                      | Compétence géographique du CMB |
| ------------------------------------------------------- | ------------------------------ |
| Tous secteurs d’activité (hors BTP)                     | Paris                          |
| Spectacle (salariés permanents et enfants du spectacle) | Ile-de-France                  |
| Spectacle (salariés intermittents du spectacle)         | France entière                 |

Le CMB dispose d’une approbation de compétence et d'agrément de la direction régionale des Entreprises, de la Concurrence, de la Consommation, du Travail et de l’Emploi d’Ile-de-France (DIRECCTE). Cet agrément comprend notamment une compétence spécifique pour le suivi de la santé au travail des enfants du spectacle dans cette région.
Par ailleurs, l’accord interbranches du 29 juin 2009, étendu par l’arrêté du 17 mai 2010, mandate le CMB pour le suivi de la santé au travail des intermittents du spectacle sur le territoire national. Cet accord mentionne également le suivi de la santé au travail des mineurs de moins de 16 ans (article 3).

## L’équipe du CMB
Environ 90 personnes forment l’équipe pluridisciplinaire du CMB :
- 30 médecins du travail
- 25 secrétaires médicales
- 5 IPRP (intervenant en prévention des risques professionnels) + AST (assistant santé travail) : ergonomes, psychologue du travail, métrologue, conseiller en prévention des risques professionnels
- 4 experts dédiés au pôle enfants (2 psychiatres, 1 psychologue, 1 pédiatre)
- 1 assistante sociale
- Personnel assurant les examens complémentaires
- Equipe fonctions supports

## Le CMB et le suivi des enfants du spectacle

### L’emploi des enfants du spectacle: une dérogation au Code du travail
L’emploi d’un enfant du spectacle constitue une dérogation à l’interdiction d’emploi des moins de seize ans prévue par le Code du travail (Art. L7124-1 du code du travail). 
Cette dérogation est soumise à une autorisation individuelle préalable accordée par le préfet sur avis conforme d’une commission.
Pour ce faire, l’employeur adresse une demande d’autorisation accompagnée d’un dossier au préfet du département où se situe le siège social de son entreprise.
Pour la région Ile-de-France, le dossier est déposé à la direction départementale de la cohésion sociale (DDCS). Il doit contenir un avis d’aptitude délivré par un médecin du travail statuant sur l’aptitude de l’enfant pour le rôle(ou la prestation scénique) pour lequel la demande est déposée.
Le CMB est le seul service de santé au travail en France à être agréé pour le suivi des enfants du spectacle. Leur suivi est ainsi effectué par les médecins du travail du CMB pour l’Ile-de-France, tandis qu’en région les enfants sont suivis par des médecins généralistes et des pédiatres.

### Référentiel pour le suivi des enfants du spectacle
Le décret du 24 août 2007, relatif au suivi médical et au pécule des enfants employés dans les spectacles, la publicité et la mode, a légitimé la collaboration entre le CMB et les pouvoirs publics. 
Le CMB a en effet travaillé avec les pouvoirs publics pour établir un référentiel destiné aux généralistes et aux pédiatres examinant des enfants du spectacle hors Ile de France afin d’assurer une égalité de traitement pour tous. En 2008, un référentiel spécifique pour l’examen médical  a vu le jour.
À la suite du décret du 24 aout 2007, un autre texte réglementaire est paru : l’arrêté du 14 avril 2009, relatif au contenu de l’examen médical préalable à l’emploi d’un enfant de moins de 16 ans dans le spectacle, les professions ambulantes, la publicité et la mode.

### L’équipe du pôle enfant
Constitué d’une équipe pluridisciplinaire, le pôle enfant dispose de toutes les compétences pour un suivi complet et adapté. Ce pôle a le privilège d’examiner ces jeunes travailleurs du plus jeune âge (3 mois) à l’adolescence (16 ans). Ils sont reçus pour des rôles ou des prestations scéniques variés : comédien au cinéma ou au théâtre, comédien pour des doublages de film, artiste de cirque, danseur, chanteur… 
Plusieurs compétences concourent au suivi de ces artistes en herbe :
- Médecins du travail (dont un médecin coordinateur du pôle)
- Intervenant en Prévention des Risques Professionnels (IPRP) : ergonome, psychologue du travail
- Secrétaire médicale dédiée
- Pédiatre
- Psychologue
- Pédopsychiatres

L’équipe du CMB travaille en étroite collaboration avec les DDCS d’Ile-de-France.

### Le suivi des enfants du spectacle au CMB: visite médicale et action en milieu du travail
La visite médicale des enfants du spectacle présente une spécificité véritable qui n’est pas un examen de pédiatrie. Elle a pour objet de vérifier que le travail proposé n’aura pas d’impact sur la santé de l’enfant d’un point de vue tant physique que psychologique.
Lors de cette visite, le médecin s’intéresse à l’enfant dans sa globalité. Il prend ainsi en compte sa santé mais aussi son parcours scolaire (s’il est en âge d’être scolarisé) afin de prévenir les effets néfastes de la professionnalisation sur son développement, son insertion sociale et son futur parcours professionnel.
En cas de besoin, le médecin du travail peut s’appuyer sur les compétences de l’équipe pluridisciplinaire pour déterminer l’aptitude de l’enfant du spectacle. Il peut également conseiller l’employeur pour adapter le rôle ou la prestation scénique afin de protéger l’enfant.
Finalement, le médecin du travail prend en compte les besoins et contraintes de chacun : enfant du spectacle, parents, État (représenté par la commission) et employeur (production, réalisateur...). Des actions en milieu du travail ou un suivi peuvent également être mis en place lors de la réalisation du travail.
Avec le pôle enfant du CMB, l’enfant bénéficie ainsi du soutien de spécialistes avant, pendant et après le rôle ou la prestation scénique. 

#### En amont de la visite: l’analyse du travail confié à l’enfant
S’il s’agit d’un film ou d’un doublage, la lecture du scénario est l’une des étapes incontournables du suivi des enfants du spectacle. L’équipe s’intéresse à l’histoire en elle-même, à son cadre géographique, historique, environnemental, à l’atmosphère du récit et à la symbolique du rôle qui a toujours un impact psychologique sur l’enfant. 
Quel que soit le type de projet auquel participe l’enfant (film, musique, danse…), l’équipe s’attarde sur :
- La charge et la durée de travail (sur ce projet et tout autre projet réalisé par l’enfant dans l’année)
- La thématique du spectacle, film, doublage…
- Les interactions de l’enfant avec les autres artistes
- Le rôle / la prestation de l’enfant en lui-même : ses propos et ses actions

Le médecin du travail exerce alors un rôle de conseil auprès de l’employeur pour la prévention des risques. Il peut rechercher avec lui des solutions adaptées pour éviter la mise en danger physique et psychique des enfants et leur professionnalisation. 

#### La visite médicale et la délivrance de l’aptitude
La visite médicale est un moment privilégié pour évaluer les capacités physique et psychique de l’enfant au regard de l’analyse préalablement réalisée. Une visite médicale a lieu à chaque nouveau contrat de travail.
Lors de la visite médicale, le médecin du travail :
- Aborde l’activité des derniers mois et le parcours global de l’enfant ;
- Évoque la scolarité ;
- Echange avec l’enfant sur le projet : sa perception du rôle, ce qu’il pense de l’histoire et s’il fait la différence entre la fiction et la réalité, s’assure de sa motivation ;
- Procède à l’examen médical et à des examens complémentaires si besoin (analyse d’urine, tests visuels et audiogramme) ;
- Consulte le carnet de santé : vérification des vaccinations et courbe de croissance… ;
- Donne des conseils sur l’équilibre alimentaire et le sommeil ;

#### Délivrance de l’aptitude
À la suite de l’examen médical et à l’entretien avec l’enfant, le médecin du travail peut délivrer un avis d’aptitude. Trois types de conclusions peuvent figurer sur la fiche d’aptitude: 
- Apte : l’enfant est apte pour un rôle ou une prestation scénique donné dans le cadre d’un projet spécifique (par exemple : le rôle d’Ariel dans le film de la petite sirène) ;
- Apte avec restrictions : des modifications des conditions de travail ou de scène sont demandées ; l’enfant peut aussi être dirigé vers un Intervenant en Prévention des Risques Professionnels (pédopsychiatre ou psychologue) qui s’entretiendra longuement avec lui ;
- Inapte : problème de santé, inadéquation au travail demandé.

Le CMB transmet ensuite l’avis d’aptitude à la commission chargée de statuer sur la demande d’autorisation de travail déposée par l’employeur.

#### Après la visite médicale: conseils et actions en milieu du travail
Le pôle enfant conseille les employeurs (producteurs, metteurs en scène…) en matière de prévention des risques. Il est amené à les rencontrer et à se déplacer sur les lieux de travail dans le cadre de ce que l’on appelle en santé au travail des « actions en milieu du travail ».
- La rencontre avec le producteur ou metteur en scène
- La présence sur les tournages ou les représentations

Les principaux obstacles à l’action en milieu du travail résident dans l’éloignement des lieux d’activité, la courte durée de certains projets, les changements d’organisation de dernière minute, la transmission tardive des scénarios, des plans de travail et autres éléments d’informations.

## Médecin du travail
En France, le médecin du travail au centre médical de la Bourse est un médecin du travail s'occupant de la prévention des risques courus par les enfants du spectacle. Ce médecin doit déterminer s'il y a ou non contre-indication pour un enfant de moins de seize ans, de participer à un spectacle et informe le président du tribunal pour enfants de ses conclusions. 
Le médecin du travail doit confronter les résultats de son examen clinique, les antécédents de l'enfant avec les conditions de réalisation du spectacle et le contenu du scénario. Il peut ainsi juger de la capacité physique et psychique de l'enfant à participer à la production et à jouer certains rôles.
Les médecins refusent d'autoriser les scènes de nu et d'amour chez ces enfants, et sont particulièrement attentifs au suivi psychiatrique d'enfants devant subir des violences dans le scénario.

## Déménagement au Pôle santé Bergère
Le service de médecine du travail du Centre Médical Bourse doit déménager dans les locaux du Pôle santé Bergère, dans le 9e arrondissement de Paris, inauguré le 2 décembre 2019 par la maire du 9e arrondissement, Delphine Bürkli, et le président d'Audiens Care et ancien directeur général du groupe Audiens, Patrick Bézier,.